# Đake
Đake (izvirno srbsko Ђаке) je naselje v Srbiji, ki upravno spada pod Občino Kuršumlija; slednja pa je del Topliškega upravnega okraja.

## Demografija
V naselju, katerega izvirno (srbsko-cirilično) ime je Ђаке, živi 76 polnoletnih prebivalcev, pri čemer je njihova povprečna starost 55,8 let (56,3 pri moških in 55,4 pri ženskah). Naselje ima 38 gospodinjstev, pri čemer je povprečno število članov na gospodinjstvo 2,18.
To naselje je popolnoma srbsko (glede na rezultate popisa iz leta 2002).
|  |

| Demografija | Demografija     | Demografija     |
| Leto        | Št. prebivalcev | Št. prebivalcev |
| ----------- | --------------- | --------------- |
|             |                 |                 |
|             |                 |                 |
|             |                 |                 |
|             |                 |                 |
| 1948        | 552             |                 |
| 1953        | 583             |                 |
| 1961        | 525             |                 |
| 1971        | 368             |                 |
| 1981        | 223             |                 |
| 1991        | 112             | 112             |
| 2002        | 83              | 83              |
|             |                 |                 |

| Etnična sestava po popisu iz leta 2002 | Etnična sestava po popisu iz leta 2002 | Etnična sestava po popisu iz leta 2002 | Etnična sestava po popisu iz leta 2002 | Etnična sestava po popisu iz leta 2002 |
| -------------------------------------- | -------------------------------------- | -------------------------------------- | -------------------------------------- | -------------------------------------- |
| Srbi                                   | Srbi                                   |                                        | 83                                     | 100,0%                                 |
| Neznano                                | Neznano                                |                                        | 0                                      | 0,0%                                   |